# MV 아구스타
MV 아구스타(MV Agusta)는 1945년 1월 19일 카운트 도메니코 아구스타에 의해 설립된 모터사이클 제조업체로, 이탈리아 밀라노 주변 아구스타 항공기 기업의 여러 부문 중 하나로서 설립되었다. MV는 Meccanica Verghera의 준말이다. 현대의 본사와 주요 생산 시설들은 이탈리아 바레세에 위치해 있다.

## 참고 자료
- Falloon, Ian (2011). 《The Book of the Classic MV Agusta Fours》. Veloce Publishing Ltd. ISBN 978-1-84584-203-1.

## 같이 보기
- 모터사이클 제조 회사 목록